# Bisbat de Saluzzo
El bisbat de Saluzzo (italià: diocesi di Saluzzo; llatí: Dioecesis Salutiarum) és una seu de l'Església catòlica, sufragània de l'arquebisbat de Torí, que pertany a la regió eclesiàstica Piemont. El 2010 tenia 94.083 batejats d'un total de 99.192 habitants. Actualment està regida pel bisbe Giuseppe Guerrini.

## Territori
La diòcesi comprèn la part septentrional de la província de Cuneo. Limita al nord amb el bisbat de Pinerolo i amb l'arquebisbat de Torí, amb el qual també limita a l'est; al sud limita amb els bisbats de Fossano i de Cuneo; i a l'oest amb els de Digne i de Gap, ambdós a territori francès.
La seu episcopal és la ciutat de Saluzzo, on es troba la catedral de Maria Vergine Assunta.

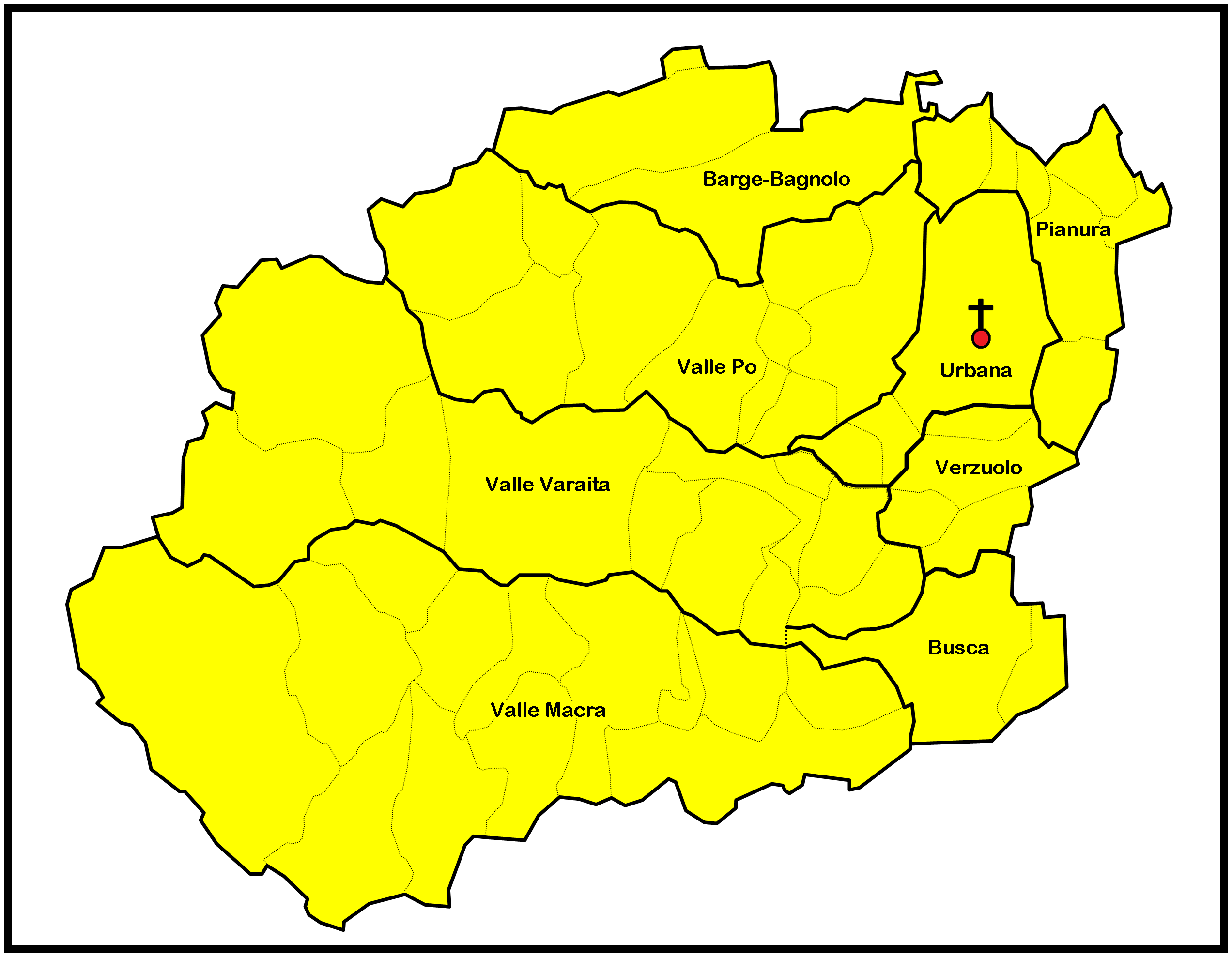
Mapa de les zones pastorals

El territori està dividit en 91 parròquies, agrupades en 8 zones pastorals:
- Zona pastoral de Barge i Bagnolo Piemonte - 8 parròquies
- Zona pastoral de Busca - 7 parròquies
- Zona pastoral de la Pianura - 6 parròquies
- Zona pastoral Urbana de Saluzzo - 9 parròquies
- Zona pastoral de la Vall de Maira - 20 parròquies
- Zona pastoral de la Vall del Po - 17 parròquies
- Zona pastoral de la Valla de Varaita - 16 parròquies
- Zona pastoral de Verzuolo - 9 parròquies

## Història
La diòcesi va ser erigida, a instància de la marquesa de Saluzzo, Margarida de Foix, el 29 d'octubre de 1511 amb la butlla Pro excellenti del Papa Juli II, amb territori desmembrat de la diòcesi de Torí (55 parròquies), de la diòcesi d'Alba (10 parròquies) i de la diòcesi d'Asti (4 parròquies). La diòcesi cobria el conjunt del territori del marquesat i estava immediatament subjecta a la Santa Seu.
El seminari diocesà va ser establert el 30 d'octubre de 1629. En el mateix període, el bisbe Marenco va abordar el problema dels valdesos, establerts a les valls altes, amb l'ajut dels pares caputxins. En 1633 va passar diverses setmanes a Paesana en un intent de penedir heretges. El seu compromís va ser un èxit, tant és així que el gener de 1634 una solemne processó celebrà la unitat religiosa aconseguida.
Al final del segle xvii, el bisbe Lepori es va destacar per la seva severitat. Primer volia restaurar la disciplina a les celebracions litúrgiques de la parròquia i reafirmar la disciplina del clergat. Va reclamar a la Sagrada Congregació de Ritus un decret contra el culte de Giovanni Giovenale Ancina, que ja s'havia estès entre la gent. Els seus decrets de 1673 contra els jueus eren rigorosos i obertament discriminatoris: prohibia que els cristians es familiaritzessin amb els jueus, fins al punt d'haver d'evitar fins i tot els metges jueus. També els jueus van ser obligats a portar una marca a la roba i que van ser exclosos dels càrrecs polítics.
Després de 1686, quan es revocà l'Edicte de Nantes, els hugonots francesos va trobar refugi en les valls altes de la diòcesi i Víctor Amadeu II, per raons principalment diplomàtiques, els va empresonar a les presons de Saluzzo.
El 9 de desembre de 1798 el rei es va refugiar a Sardenya i el 15 de febrer de 1799 tot el Piemont es va convertir en un departament francès. Saluzzo començava un període d'història jacobina i republicana. L'edifici del col·legi dels jesuïtes es va convertir en l'ajuntament; el bisbat va ser utilitzat com a dipòsit d'armes i municions; més tard les estances es van utilitzar per a balls, a costa del municipi.
Esglésies i monestirs es van convertir per a usos profans. Napoleó Bonaparte nomenà com a sotsprefecte l'antic canonge Bressy de Marmora. El 1802, Bressy suprimí els monestirs de Sant Bernardí, Sant Domènec, Sant Nicolau, Sant Agustí, dels caputxins, de Santa Clara, Santa Maria de l'Estel (di Rifreddo) i l'Anunciació.
En 1803 la diòcesi de Saluzzo es va convertir en part de la província eclesiàstica de l'arxidiòcesi de Torí.
En 1805 la diòcesi de Pinerolo va ser abolida i el seu territori va ser agregat a la de la diòcesi de Saluzzo, fins al 17 de juliol de 1817, quan la seu de Pinerolo va ser restablerta amb la butlla Beati Petri del Papa Pius VII.
En 1848, després de la mort del rei Carlo Alberto, els subalpins bisbes, després de la usurpació dels drets eclesiàstics per part del govern, van decidir reunir-se en una conferència, que va vist l'exili del Metropolità Luigi Fransoni va tenir lloc a la vila del bisbe Saluzzo a Villanovetta. Es van tractar els problemes de la censura eclesiàstica de Bíblies i catecismes, d'escoles religioses i catòliques, de la disciplina eclesiàstica i la bona premsa.

## Cronologia episcopal
- Giovanni Antonio Della Rovere † (26 d'octubre de 1511 - d'agost de 1512 dimití)

- Sisto Gara della Rovere † (27 d'agost de 1512 - 22 de març de 1516 dimití) (administrador apostòlic)

- Giuliano Tornabuoni † (22 de març de 1516 - 1530 dimití)
- Alfonso Tornabuoni † (7 de novembre de 1530 - 19 d'octubre de 1546 nomenat bisbe de Sansepolcro)
- Filippo Archinto † (19 d'octubre de 1546 - 16 de desembre de 1556 nomenat arquebisbe de Milà)
- Gabriele Cesano † (16 de desembre de 1556 - 27 de juliol de 1568 mort)
- Giovanni Maria Tapparelli, O.P. † (3 de desembre de 1568 - 24 de febrer de 1581 mort)
- Luigi Pallavicino † (17 d'abril de 1581 - 8 d'agost de 1583 nomenat bisbe de Marsico Nuovo)
- Antonio Pichot, O.S.B. † (8 d'agost de 1583 - 7 de juliol de 1597 mort)
  - Sede vacante (1597-1602)
- Beat Giovanni Giovenale Ancina † (26 d'agost de 1602 - 29 d'agost de 1604 mort)
  - Sede vacante (1604-1608)
- Ottavio Viale † (10 de setembre de 1608 - 7 de desembre de 1624 mort)
  - Agostino (Agaffino) Solaro di Moretta † (1625 - 18 de juny de 1625 mort) (bisbe electe)
- Giacomo Marenco † (30 d'agost de 1627 - 17 de desembre de 1734 nomenat bisbe de Niça)
- Pietro Bellino † (3 de març de 1636 - 14 de gener de 1641 mort)
- Francesco Agostino Della Chiesa † (11 d'agost de 1642 - 13 de setembre de 1662 mort)
- Carlo Piscina † (14 de gener de 1664 - 9 de gener de 1668 mort)
- Nicolao Lepori, O.P. † (9 d'abril de 1668 - 21 de desembre de 1686 mort)
- Michele Ludovico Thevenardi, O.P. † (31 de maig de 1688 - 17 de maig de 1697 mort)
- Carlo Giuseppe Morozzo, O.Cist. † (27 de gener de 1698 - 14 de març de 1729 mort)
- Giovanni Battista Lomellino, O.P. † (17 d'agost de 1729 - 28 de febrer de 1733 o 1735 mort)
  - Sede vacante (1733 o 1735-1741)
- Giuseppe Filippo Porporato † (17 d'abril de 1741 - 27 de juliol de 1781 mort)
- Giuseppe Gioacchino Lovera † (18 de juliol de 1783 - 11 de febrer de 1799 mort)
- Giuseppe Francesco Maria Ferraris da Genola † (11 d'agost de 1800 - 19 d'octubre de 1800 mort)
  - Sede vacante (1800-1805)
- Teresio Maria Carlo Vittorio Ferrero della Marmora † (1 de febrer de 1805 - 9 d'abril de 1824 dimití)
  - Sede vacante (1824-1828)
- Antonio Podestà † (28 de gener de 1828 - 17 de febrer de 1836 mort)
- Giovanni Antonio Gianotti † (19 de maig de 1837 - 29 d'octubre de 1863 mort)
  - Sede vacante (1863-1867)
- Lorenzo Gastaldi † (27 de març de 1867 - 27 d'octubre de 1871 nomenat arquebisbe de Torí)
- Alfonso Buglione di Monale † (27 d'octubre de 1871 - 24 de juny de 1894 mort)
- Mattia Vicario † (18 de març de 1895 - 16 de desembre de 1901 nomenat bisbe de Novara)
- Giovanni Oberti, Sch.P. † (16 de desembre de 1901 - 23 de novembre de 1942 mort)
- Egidio Luigi Lanzo, O.F.M.Cap. † (22 de gener de 1943 - 29 de gener de 1973 mort)
- Antonio Fustella † (22 de maig de 1973 - 5 de febrer de 1986 mort)
- Sebastiano Dho (5 de juliol de 1986 - 3 de juliol de 1993 nomenat bisbe d'Alba)
- Diego Natale Bona (17 de gener de 1994 - 16 d'abril de 2003 jubilat)
- Giuseppe Guerrini, des del 16 d'abril de 2003

## Persones relacionades amb la diòcesi
- Cesare Maero, sacerdot[1]

## Estadístiques
A finals del 2010, la diòcesi tenia 94.083 batejats sobre una població de 99.192 persones, equivalent al 94,8% del total.
| any  | població | població | població | sacerdots | sacerdots       | sacerdots       | sacerdots             | diaques | religiosos | religiosos | parroquies |
| ---- | -------- | -------- | -------- | --------- | --------------- | --------------- | --------------------- | ------- | ---------- | ---------- | ---------- |
| any  | batejats | total    | %        | total     | clergat secular | clergat regular | batejats por sacerdot | diaques | homes      | dones      |            |
| 1950 | 115.459  | 115.503  | 100,0    | 288       | 230             | 58              | 400                   |         | 138        | 280        | 102        |
| 1970 | 98.960   | 99.000   | 100,0    | 229       | 184             | 45              | 432                   |         | 51         | 248        | 109        |
| 1980 | 95.883   | 96.293   | 99,6     | 187       | 161             | 26              | 512                   |         | 35         | 210        | 109        |
| 1990 | 90.872   | 91.180   | 99,7     | 138       | 130             | 8               | 658                   |         | 11         | 169        | 91         |
| 1999 | 89.400   | 92.356   | 96,8     | 121       | 121             |                 | 738                   | 2       | 3          | 148        | 91         |
| 2000 | 89.400   | 92.356   | 96,8     | 122       | 122             |                 | 732                   | 2       | 3          | 148        | 91         |
| 2001 | 89.160   | 92.152   | 96,8     | 116       | 116             |                 | 768                   | 2       | 3          | 148        | 91         |
| 2002 | 89.160   | 92.356   | 96,5     | 116       | 115             | 1               | 768                   | 2       | 7          | 148        | 91         |
| 2003 | 89.160   | 92.356   | 96,5     | 114       | 113             | 1               | 782                   | 2       | 1          | 148        | 91         |
| 2004 | 89.160   | 93.193   | 95,7     | 107       | 106             | 1               | 833                   | 2       | 1          | 148        | 91         |
| 2010 | 94.083   | 99.192   | 94,8     | 109       | 101             | 8               | 863                   | 10      | 15         | 69         | 91         |